# Lakesite
Lakesite és una població dels Estats Units a l'estat de Tennessee. Segons el cens del 2000 tenia 1.845 habitants.

## Demografia
Segons el cens del 2000, Lakesite tenia 1.845 habitants, 653 habitatges, i 557 famílies. La densitat de població era de 414,2 habitants/km².
Dels 653 habitatges en un 41,2% hi vivien nens de menys de 18 anys, en un 73,8% hi vivien parelles casades, en un 9% dones solteres, i en un 14,7% no eren unitats familiars. En l'11,8% dels habitatges hi vivien persones soles el 3,1% de les quals corresponia a persones de 65 anys o més que vivien soles. El nombre mitjà de persones vivint en cada habitatge era de 2,83 i el nombre mitjà de persones que vivien en cada família era de 3,07.
Per edats la població es repartia de la següent manera: un 27,4% tenia menys de 18 anys, un 6,7% entre 18 i 24, un 31,2% entre 25 i 44, un 25,9% de 45 a 60 i un 8,8% 65 anys o més.
L'edat mediana era de 38 anys. Per cada 100 dones de 18 o més anys hi havia 93,8 homes.
La renda mediana per habitatge era de 54.219 $ i la renda mediana per família de 62.981 $. Els homes tenien una renda mediana de 47.171 $ mentre que les dones 26.111 $. La renda per capita de la població era de 22.831 $. Entorn del 5,3% de les famílies i el 7,5% de la població estaven per davall del llindar de pobresa.

## Poblacions més properes
El següent diagrama mostra les poblacions més properes.